# Ceanothus divergens
Ceanothus divergens är en brakvedsväxtart som beskrevs av Charles Christopher Parry. Ceanothus divergens ingår i släktet Ceanothus och familjen brakvedsväxter. Inga underarter finns listade i Catalogue of Life.